# Родила меня мать счастливым…
«Родила меня мать счастливым…» — советский телефильм 1980 года снятый режиссёром Борисом Дуровым на киностудии «Молдова-фильм».

## Сюжет
По мотивам повести Георге Маларчука «Кукушкин камень» («Ла пятра кукулуй», 1963, перевод на русский язык — 1966), в части автобиографичной.
1944 год. Только что освобождённое от нацистов село в Молдавии. Юные школьники вступают в создаваемый учителем пионерский отряд, и преодолевая препятствия чинимые директором школы, который на самом деле оставшийся нацистский агент, помогают милиции обезвредить врагов.

## В ролях
- Владимир Чубарев — Петру Матей
- Николай Гэрля — Борбила
- Валериу Купча — Мартын Сергеевич, директор школы
- Костас Сморигинас — Павел Платонович, учитель
- Андрей Попа — Герасим «Сима» Покотович
- Георгий Гаврилов — Тома
- Лев Перфилов — сторож
- Тамара Тимофеева — бабка
- Сильвия Берова — мадам Стокица
- Василе Тэбырцэ — отец Борбилы
- Виктория Иовицэ — Викторица
- Илие Гуцу — секретарь райкома партии

## Критика
В ленте превалируют элементы детективно—приключенческого жанра, что не всегда соответствует драматургическому материалу фильма.— журнал «Кодры», 1982 год